# Viareggio Calcio
La S.S.D. Viareggio Calcio Srl è una società calcistica italiana con sede nella città di Viareggio.
Il primo Viareggio fu fondato il 20 marzo 1919 dopo la fusione tra sei squadre cittadine. Fu rifondato nel 1942, 1994, 2003 e 2014. Dopo una serie di fallimenti, l’ultima incarnazione societaria ha avuto luce nel 2020 sotto il patrocinio dell'ex commissario tecnico della Nazionale Marcello Lippi.
La squadra vanta come migliori risultati la partecipazione a dieci campionati cadetti italiani, quattro della Lega Nord e sei di Serie B, e la vittoria di una Coppa Italia Dilettanti. I colori sociali sono il bianco e il nero. Dal 1942  
disputa le partite casalinghe allo stadio Torquato Bresciani, tranne nei periodi 1958-1959 (costruzione stadio) e 2018-2025 (ristrutturazione stadio).

## Storia

### Dalle origini al primo scioglimento: 1919-1938
Il calcio fu introdotto dagli inglesi, che attraccavano i loro bastimenti al porto. Le prime partite tra viareggini ed inglesi si svolsero nella attuale piazza Cavour. Questo nuovo sport prese subito piede in città tra i giovani. A tal punto che la Società Ginnastica Viareggio istituisce una sezione dedicata nel 1908. La prima società strutturata è l'Esperia nel 1911. Da lì nasceranno altri club dando vita ad un vero campionato amatoriale. Il campo da gioco passerà poi nella attuale Piazza Mazzini.
I tempi erano maturi e si pensò di unire le forze, dando vita alla fusione di ben sei società (Esperia 1911, Libertas, Vigor, Giuseppe Garibaldi, Aquila, Celeritas) che confluirono nello Sporting Club Viareggio, che si affiliò ufficialmente alla FIGC: era il 20 marzo 1919. Il campo di gioco fu trasferito nella attuale piazza Santa Caterina, nel parco di Villa Rigutti.

Viareggio 1920-1921

Nel 1920 raggiunse la prima posizione nella Promozione Toscana (2 Maggio 1920) e venne promosso in Prima Categoria, la massima serie dell'epoca. In quell'epoca il campionato di massima serie era strutturato in eliminatorie regionali, le cui migliori si sarebbero qualificate alla fase finale. L'esordio in Prima Categoria non fu dei migliori e il Viareggio si salvò dalla retrocessione solo vincendo lo spareggio contro la Gerbi di Pisa (3-1) giocato a Lucca. Nell'anno successivo si classificò al quarto posto nel girone eliminatorio toscano; a fine stagione, il Compromesso Colombo lo costrinse a giocarsi la salvezza ad Alessandria dove perse contro la Pastore di Torino: il Viareggio retrocedette così in Seconda Divisione.
Seguirono dei piazzamenti non eccelsi nel campionato di Seconda Divisione. Nella stagione 1927-1928 arrivò la promozione in Prima Divisione, torneo che dal 1929 rappresentò il terzo livello dell'epoca in seguito alla creazione della Serie A e della Serie B. Fu inaugurato il Polisportivo, in Darsena, la nuova casa dei bianconeri. Nel 1928 il sodalizio assunse la denominazione di Vezio Parducci Viareggio. Al termine della stagione 1932-1933 arrivò la prima promozione in Serie B: dopo aver vinto il girone F di Prima Divisione, dopo spareggio con la Lucchese 2-1 giocato a Livorno il 21 maggio 1933, vinse anche il girone C delle finali contro LR Vicenza e Derthona. Restò in Serie B per quattro stagioni, prima di precipitare nuovamente in Serie C. L'anno successivo la squadra, in seguito a difficoltà societarie, retrocedette in Prima Divisione Regionale, senza campo da gioco, e durante l'estate la società si sciolse, rimanendo inattiva per quattro anni a causa di gravi problemi finanziari, a cui si aggiunse anche l'inizio della Seconda Guerra Mondiale.

### La prima rifondazione: Associazione Sportiva Viareggio Calcio 1942-1994

Viareggio 1972-1973

Nel 1942 la società rinacque con la denominazione Associazione Sportiva Viareggio Calcio. Il campo da gioco fu ricavato nell'area dell'ex tiro a volo, che in seguito diventerà il Campo dei Pini, che durante la guerra era diventato l'ospedale da campo della Divisione Buffalo. Disputò il campionato di Prima Divisione Toscana 1942-1943, vincendo il girone B ed arrivando a pari punti con gli Avieri San Giusto Pisa nel girone A delle finali. A Carrara, nello spareggio, il Viareggio vinse 1-0 contro gli Avieri con un gol di Pasquinucci: si aggiudicò la Coppa Toscana e la promozione in Serie C. Perse il titolo toscano assoluto contro la squadra riserve del Pontedera (1-0 e 0-2 per rinuncia). L'occupazione tedesca di parte dell'Italia in seguito all'armistizio dell'8 settembre 1943 la costrinse a rimanere inattiva fino al 1945, quando, alla ripresa dei campionati, disputò la Serie C finalmente dopo due anni. Dopo alcuni lavori, si tornò a giocare al campo dei Pini: questa volta in via definitiva (nel 1955 partiranno i lavori e diventerà il nuovo stadio nel 1959). Il torneo si concluse al quinto posto nel girone A centro-sud, ma l'allargamento della Serie B a tre gironi fece sì che la società venisse comunque ripescata in Serie B. Restò nella Serie B allargata a tre gironi per due anni, retrocedendo in Serie C al termine della stagione 1947-1948 a causa del ritorno del campionato cadetto al girone unico.
Un'altra retrocessione nel campionato successivo lo portò a disputare il campionato interregionale di Promozione, e, al termine della stagione 1950-1951 arrivò addirittura la retrocessione in Prima Divisione Toscana. Rimase nei campionati regionali toscani fino al 1954-1955, allorché, vincendo il girone A della Promozione Toscana, fu promossa in IV Serie. Nel frattempo, al termine della stagione 1952-1953, si era fusa con la Bar Ivano Viareggio diventando Associazione Sportiva Calcio Viareggio.
Nel 1958 vince lo spareggio retrocessione contro il Piombino a Livorno per 2-0 (Bertolucci, Conti) alla bella. Altro spareggio retrocessione contro la Rondinella l'anno seguente. I bianconeri si impongono per 3-1 ad Empoli (Bertolucci, Pardini, Magrini). Nella stagione 1959-1960 vinse il girone D del campionato semiprofessionistico di Serie D, ritornando così in Serie C. Già l'anno successivo ritornò in Serie D in seguito a un campionato disastroso concluso al diciassettesimo posto. Dopo alcuni piazzamenti mediocri, nella stagione 1965-1966 la squadra sembrò aver conquistato la promozione in Serie C in virtù della vittoria del girone D; tuttavia, la Lega Nazionale Semiprofessionisti incriminò la squadra per illecito sportivo (che il Viareggio avrebbe commesso promettendo un premio al Pinerolo in caso di vittoria contro il Cuneo) e la penalizzò di tre punti, che declassarono la squadra al secondo posto costandole la promozione. Il Viareggio chiamò in sua difesa l'avvocato Giovanni Leone, futuro Presidente della Repubblica. Nessuno seppe chi avesse promesso il premio, a quanto ammontasse e a chi fosse stato dato. Una vicenda piena di mistero. Ma la sentenza del 2 Luglio 1966 fu contro la squadra bianconera. Dopo un'altra promozione sfiorata l'anno successivo, con un altro secondo posto, nella stagione 1967-1968, vincendo il girone E della Serie D, ritornò in Serie C.
Rimase in Serie C per sette campionati consecutivi, ritornando in Serie D al termine della stagione 1973-74. Dopo quattro campionati di Serie D, nel 1977-1978 fu promossa nel neocostituito campionato di Serie C2 dopo aver vinto al lancio della monetina lo spareggio di Pontedera contro la Rondinella. Già dall'anno successivo ritornò in Serie D, che nel 1981 fu declassato da semiprofessionistico a dilettantistico, tramutandosi nel campionato Interregionale. Seguirono una serie di piazzamenti mediocri nel massimo livello dilettantistico, e nella stagione 1984-1985, a causa dell'intervento del giudice sportivo, che tolse 13 punti dalla classifica, cioè quelle partite, in cui era stato utilizzato il giocatore Aldo Tilotta,  tesserato irregolarmente, sarebbe dovuta addirittura retrocedere nel campionato regionale di Promozione. Subito partì il ricorso dell'avvocato viareggino Elio Tofanelli. Alla fine non furono restituiti i punti, ma il Viareggio fu ripescato e la FIGC riscrisse l'articolo contestato in maniera chiara e senza possibilità di equivoci.
Nel 1987-1988 arrivò ultimo e retrocesse in promozione. La società era in un mare di guai, economici e finanziari: il calcio a Viareggio rischiava di scomparire. In soccorso arrivò il gruppo Intermercato di Giorgio Mendella. La FIGC accolse la richiesta di ripescaggio per meriti sportivi del presidente Raffaelli. Nella stagione seguente (1989-1990), vincendo il girone E dell'Interregionale, ritornò in Serie C2. Perde la finale del Trofeo Jacinto contro l'Enna, dove sono presenti le vincenti di ogni girone. Un anno dopo il Viareggio stava per essere promosso in Serie C1, quando a 2 giornate dal termine del campionato, il patron Mendella fu indagato dalla magistratura per il crac del suo gruppo. Fu una mazzata per la squadra, che non trovò la serenità per giocare le rimanenti partite e fu sorpassato dalle avversarie.

### La seconda rifondazione: Associazione Calcio Viareggio 1994-2003
Nel 1994, il gruppo Picciotto, che aveva rilevato il Viareggio da due anni, si scioglie: il club bianconero non è ammesso in Serie C2 alla nuova stagione calcistica per problemi finanziari, fallisce e perde l'affiliazione. Nasce l'Associazione Calcio Viareggio, che rileva il titolo sportivo ottenendo l'ammissione all'Eccellenza Toscana. Vincendolo subito con il ritorno in porta di Alessandro Mannini, già presente nella promozione in C2 nel 1978.
Nel 1997 il Viareggio ritorna nei professionisti della Serie C2, dopo solo tre anni dal fallimento, grazie al Presidente Tofani, con la guida tecnica di Francesco Buglio e la direzione sportiva di Giacomo Pezzini. Il Viareggio partecipa per altre quattro stagioni al campionato di serie C2, lanciando giocatori importanti come Antonio Di Natale, Daniele Mannini, Marco Sansovini, Andrea Giallombardo. Deve ricorrere ai play-out nel 1998 contro il Tempio, nel 2001 contro il Russi, ma retrocederà, a due minuti dalla fine, contro la Valenzana nel 2002.

### La terza rifondazione: F.C. Esperia Viareggio 2003-2014

Rossano Giampaglia, a destra, con Gianni Rivera prima di un'amichevole tra i Viareggini e il.

Alberto Torioni, a sinistra, con Giancarlo Antognoni prima di un'amichevole tra il Viareggio e la.

Il club era di proprietà dell'università privata, European School of Economics (ESE), che nominò Marvin Tracy presidente (2000-2002). Nel 2003, l'anno dopo retrocesso in Serie D, il Viareggio perde il play-out contro il Vado (migliore classifica) e retrocede in Eccellenza Toscana. Alcuni volonterosi sportivi cercarono di salvare il salvabile in tutti i modi, senza esito. Infatti l'università ESE si era ritirata. La società si avvia al fallimento. Non sono passati nemmeno 10 anni dall'ultima cancellazione (1994) e sul groppone pesano due retrocessioni consecutive, come nel 1937 e 1948.
La nuova società prende lo stesso nome del primo club calcistico nato in città, l'Esperia, nel 1911. Il sindaco Marcucci fonda il club FC Esperia Viareggio e passa la gestione a Mirko Lippi, che dovrà trovare nuovi soci.  Grazie all'imprenditore edile viareggino Stefano Dinelli, che rilevò la società nel 2004, centrando in sei anni tre promozioni di cui due consecutive dall'Eccellenza Toscana fino al ripescaggio in Prima Divisione.
Nella stagione 2005-2006 il club vince un memorabile triplete: il campionato di Eccellenza Toscana, Coppa Italia Dilettanti Toscana e la Coppa Italia Dilettanti, battendo i campani del Real Ippogrifo di Sarno nella finale allo Stadio Flaminio di Roma. Per celebrare l'evento viene fatta confezionare una maglia bianca con maniche verdi e rosse, che riprendono il tricolore della bandiera italiana; la stessa maglia viene donata al celebre viareggino Marcello Lippi in occasione del "Lippi Day", la festa che la città gli ha tributato all'indomani della vittoria ai Mondiali di Germania 2006.
Nella stagione successiva i bianconeri vincono, con tre giornate d'anticipo, il girone E del campionato di Serie D. Al primo anno in Serie C2, la squadra si classifica al 14º posto ed è condannata ai play-out. Si scontra con la Viterbese battendola 1-0 a Viterbo e 2-1 nel ritorno a Viareggio, rimanendo così in Serie C2.
Per la stagione 2008-2009 il Viareggio è l'unica società professionistica della provincia di Lucca. Al termine di questa, la squadra giunge seconda in classifica a 58 punti dietro il Figline Valdarno, raggiungendo la qualificazione ai playoff. Il 30 luglio 2009 il Consiglio Federale ammette la società in Lega Pro Prima Divisione a completamento dell'organico, tornando così dopo 35 anni nella terza divisione nazionale. Per il secondo anno consecutivo, è la realtà più importante della provincia. I criteri della scelta:
- numero medio di spettatori;
- la storia sportiva ed il bilancio;
- il risultato in campionato.

Non c'è modo migliore per festeggiare i 90 anni di storia, anche se la rinascita del calcio a Viareggio risale a 10 anni prima. Stefano Dinelli sarà ricordato come il presidente delle tre promozioni in 6 anni, di cui 2 consecutive. Né vanno dimenticati gli allenatori Carlo Caramelli (2005-2006) e Alfredo Aglietti (2006-2009).
La stagione calcistica 2009-2010 si conclude con il 14º posto, che significa play-out, dovuto al pareggio interno dell'ultima giornata. Le zebre raggiungono la salvezza grazie al doppio pareggio per 1-1 con la Paganese in virtù del miglior piazzamento al termine della regular season.
Nella stagione 2010-2011 le Zebre dell'Esperia Viareggio arrivano al 17º posto che significa Play Out contro il quotato Cosenza, nonostante una prima parte di campionato giocata bene. All'andata i ragazzi di Giuseppe Scienza vincono 3-1 in casa con tripletta di Riccardo Bocalon; nel ritorno il Viareggio replica vincendo 0-1 in Calabria con un gol di Samuele Pizza al 48° del secondo tempo, per la grande gioia da parte dei 13 eroici tifosi. Intanto il DS Gazzoli è passato al Grosseto e l'allenatore Scienza al Brescia. Per il terzo anno consecutivo militerà nella Lega Pro Prima Divisione.
Nella stagione 2011-2012 è ancora la società calcistica al più alto livello calcistico della Provincia di Lucca. In questa stagione le zebre, dopo un inizio negativo, cambiano per la seconda volta allenatore, e Stefano Cuoghi, l'ultimo subentrato, li conduce alla salvezza. Durante la stagione regolare il Viareggio era arrivato a parità di classifica con il Como al 13º posto, ma nonostante un positivo finale di campionato, la differenza reti generale condannano la squadra ai play-out. Ancora ai play-out, per il terzo anno consecutivo, battendo stavolta il Monza, con i risultati di 0-1 in Brianza con gol di Dennis D'Onofrio e replicando per 4-1 a Viareggio con le reti Cristiani, Pellegrini e la doppietta di Zaza.
Il 5 dicembre 2012 la squadra bianconera, vincendo 3-2 a Cremona contro la Cremonese (per i viareggini doppietta di Magnaghi e gol di Trocar), si qualifica per la prima volta alle semifinali di Coppa di Lega Pro 2012-2013.
In semifinale i bianconeri affrontano il Pisa: all'andata il Viareggio perde 1-3 in casa, ma al ritorno in casa dei nerazzurri vince per 3-0 e quindi passa in finale di Coppa Italia Lega Pro 2012-2013 con il risultato complessivo di 4-3..
In finale il Viareggio affronta il Latina.: all'andata il Latina si impone in casa del Viareggio Calcio per 2-1 (gol di Pellegrini per il Viareggio Calcio, reti di Jefferson e Burrai per il Latina); invece a Latina il Viareggio pareggia 1-1 (gol di Magnaghi per il Viareggio Calcio, gol di Burrai per il Latina).
Il Viareggio finisce la stagione all'11º posto: la squadra versiliese salvezza all'ultima giornata di campionato contro il Frosinone Calcio, vincendo contro i ciociari per 2-0..
La seguente stagione comincia con la sconfitta per 3-0 contro la Cremonese nel primo turno della Coppa Italia 2013-2014.
Nella stagione 2013-2014 i bianconeri cambiano una volta l'allenatore (da Roberto Miggiano a Cristiano Lucarelli) e arrivano tredicesimi a quota 28 punti. È l'anno della riforma e non ci sono retrocessioni.
Il 12 giugno 2014 il presidente Dinelli comunica di aver raggiunto gli accordi per la cessione della società a Domenico Filippelli.
Il 18 luglio 2014 il consiglio federale della FIGC respinge il ricorso in merito all'iscrizione alla Lega Pro per i dubbi sulla fidejussione bancaria presentata al momento dell'iscrizione al campionato.
Le motivazioni della FIGC furono che la prima fidejussione era stata emessa da una società di intermediazione finanziaria invece che da una banca, e che la seconda fidejussione risulterà falsa. Nonostante ciò, il 21 luglio 2014 la società Viareggina ha presentato un altro ricorso, questa volta al Collegio di Garanzia del CONI Il 23 luglio 2014 anche il Collegio di Garanzia del CONI non ha accolto il ricorso presentato dalla società bianconera; così la squadra del Viareggio è stata sciolta d'imperio dalla FIGC. La società ha presentato un altro ricorso, questa volta al TAR del Lazio e anche in questa sede viene respinto il ricorso.

### La quarta rifondazione: Viareggio 2014 (2014-2019)
Sulla base dell’articolo 52 delle NOIF della FIGC, il sindaco pro tempore Leonardo Betti, insieme a Beppe Vannucchi (presidente del Consiglio comunale ed ex DG dell'Esperia), Glauco Dal Pino e Andrea Strambi (assessori alla cultura e allo sport) il 7 agosto rifondano il Viareggio 2014 e la FIGC assegna la tradizione sportiva cittadina al nuovo club, che riparte dall'Eccellenza Toscana
. Amministratore unico è Andrea Pieraccini e proprietario è il club "Angelo Francesconi", con quote da parte dei soci.

Il nuovo allenatore è Paolo Tognarelli, allenatore molto esperto per la categoria e DS Carnesalini. Il Viareggio vince il campionato di Eccellenza Toscana, diventando la prima squadra toscana ad aver vinto tre volte il massimo torneo regionale (1995-2006-2015), davanti al Ghiviborgo per un punto, ed è promosso in Serie D.
Dal 2015 al 2018, in Serie D, diventa presidente l'avvocato Cristiano Baroni. Il 21 maggio 2017, a Sarzana, in gara secca, il Viareggio vince in rimonta il play-out contro la Fezzanese per 2-1 (Cito per i liguri, poi Aliboni e gol salvezza di Stefano Marinai). Ci voleva solo la vittoria per il regolamento, ma è stata una stagione travagliata per la situazione economica e finanziaria della società tornata nuovamente critica, dovuta al socio di maggioranza Fabrizio Eugenio Tonelli.
Baroni fa un appello alla città e a chi vuole bene alle Zebre a salvare i bianconeri dalla liquidazione. Molti giocatori, l'allenatore e il DS lasciano il club bianconero. Addirittura in due partite scendono in campo i ragazzi della Juniores. A dicembre la società, guidata dal DS Bruno Russo, inserisce in organico nuovi giocatori. 
A fine campionato viene chiamato Carlo Bresciani per una operazione quasi disperata.
L'anno dopo, a sorpresa, il Viareggio raggiunge i play-off al quinto posto: perde la semifinale contro la Sanremese. Al termine del campionato chiude lo Stadio Torquato Bresciani, per problemi strutturali. Baroni dichiara che il Viareggio 2014 è in vendita.
Il 28 novembre 2018 diventa proprietario del Viareggio 2014 Sergio Lazzarini. 
Presidente è Pier Vincenzo Squadrilli.
Con l'arrivo della nuova dirigenza romana viene esonerato l'allenatore Luigi Pagliuca a sorpresa. Il direttore generale Tommaso Volpi aveva garantito nessun cambio. La squadra non rende come prima e ha un vistoso calo, fino a scendere in fondo alla classifica. Il Viareggio terminerà al 18 posto a pari punti con la Sinalunghese e sarà necessario uno spareggio.
Il 12 maggio 2019, a Tavarnelle Val di Pesa, Le Zebre perdono 3-0 e retrocedono in Eccellenza Toscana.
24 luglio 2019: il Viareggio 2014 viene escluso dal Comitato regionale toscano della Figc dal campionato in quanto non ha presentato entro i termini prescritti l'iscrizione via telematica all'Eccellenza Toscana.
12 agosto 2019: il Viareggio 2014 presenta ricorso contro la delibera del Consiglio direttivo della FIGC-LND Toscana.
9 settembre 2019: Il Collegio di garanzia dello sport del Coni, a Roma, respinge come inammissibile il ricorso presentato dal Viareggio 2014 e dà ragione al Comitato Regionale Toscano della FIGC. Pertanto il club bianconero nel suo centenario è fuori da tutto.

### La quinta rifondazione: Viareggio Calcio (2020-oggi)
Il sindaco pro tempore Del Ghingaro si mette al lavoro in cerca di imprenditori, che possano aiutare la causa bianconera. Intanto il Montignoso cambia denominazione in Virtus Viareggio. Ma il sindaco continua a sondare in diverse direzioni. E alla fine il calcio cittadino riparte stavolta dalla base e sotto il patrocinio di Marcello Lippi. Il più piccolo club locale, lo Sporting Viareggio 86, nato nel 2015, che un anno prima era salito dalla Terza Categoria (2018-2019), vincitore coppa provinciale e regionale, cambia nome in ASD Viareggio Calcio (9 luglio 2020) adottando i colori bianconeri e appoggiandosi al MPSC, un gruppo sportivo locale. Dopo due anni di interruzioni dovute alla pandemia planetaria, la squadra bianconera viene promossa in Prima Categoria con 68 punti, vincendo 22 partite, 2 pareggiate su 24, con 7 turni in anticipo. Il Mulazzo arriva secondo con 41 punti. Perde la finale di Coppa Toscana di seconda categoria contro la Casolese per 1-2, ai supplementari, allo Stadio Gino Bozzi di Firenze.
Nella stagione seguente, 2022-23, il Viareggio vince il suo secondo campionato consecutivo ed è promosso in Promozione Toscana con 72 punti, vincendo 23 partite, 3 pareggiate e solo 2 sconfitte. Secondo il Romagnano con 65 punti.
Con la terza promozione consecutiva, conseguita nella stagione 2023-2024, si conclude la grande cavalcata bianconera: nel giro di cinque anni (2 campionati sospesi per pandemia covid-19 e 3 vinti) dal 2019, anno in cui il Comitato Toscano aveva retrocesso il Viareggio in Terza Categoria, per mancata iscrizione, le zebre si riprendono la categoria.
Con 63 punti, frutto di 18 vittorie, 9 pareggi e 5 sconfitte, il Viareggio vince il campionato di Promozione con tre punti di vantaggio sulle inseguitrici Pietrasanta e Cerretese ed approda in Eccellenza Toscana.
A fine stagione inizia la trasformazione da associazione sportiva dilettantistica (ASD) a Società Sportiva Dilettantistica Viareggio Calcio Srl, che si concluderà a gennaio 2025. Il nuovo statuto prevede un consiglio di amministrazione, un presidente ed un amministratore delegato per la gestione della società. Le quote sono divise tra il Gruppo Del Pistoia, Gruppo Marcucci e famiglia Lippi (ognuno al 26%) ed l’ex presidente Tomei (22%).  Il C.D.A. elegge Mario Del Pistoia, nuovo Presidente ed Andrea Strambi, amministratore delegato.  Giuliano Tomei rimane quindi come dirigente, dopo aver vinto come presidente del VG86 la terza categoria e come quello del Viareggio Calcio gli ultimi 3 campionati. Dopo nove turni, viene esonerato l'allenatore Stefano Santini, artefice delle tre promozioni consecutive. Ma è la rosa dei giocatori deficitaria sia nella fase di costruzione sia nella fase realizzativa. I bianconeri, partiti per lottare per la zona play-off, si salvano alla penultima giornata.

## Colori e simboli

Logo dell'Esperia Viareggio utilizzato dal 2003 al 2014

### Colori
I colori sociali del Viareggio sono il bianco e il nero a strisce verticali sulla maglia di casa. I calzettoni e pantaloncini sono neri, come alle origini, ma col tempo sono stati cambiati in bianco. La seconda divisa è colore rosso e la terza è azzurra.

### Simboli ufficiali
I simboli identificativi del Viareggio sono la zebra per via dei colori sociali ma anche l'ancora, presente nello stemma del comune.

#### Stemma
Lo stemma del Viareggio Calcio è lo stemma del comune su fondo bianco-nero a strisce verticali. In primo piano un vecchio pallone cucito di cuoio marrone.

#### Inno
L'inno del Viareggio s'intitola Viareggio gol, ed è scritto da Egisto Malfatti.

## Strutture

### Stadio

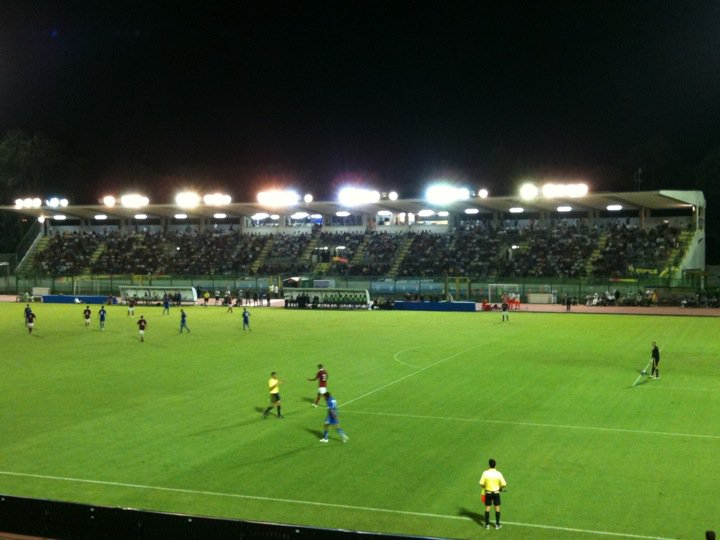
Lo stadio Torquato Bresciani

Il primo campo da gioco di Viareggio si trovava in Piazza Cavour. Successivamente fu trasferito dal 1915 al 1919 in Piazza Mazzini e poi si giocò fino al 1926 in Villa Rigutti (Piazza Santa Caterina da Siena). Fu spostato  negli anni successivi al Polisportivo in Darsena e vi rimase fino al 1938. Nel 1942 passò nella Pineta di Levante (ex tiro a volo) quando venne costruito il Campo Sportivo dei Pini con tavole in legno nel 1949. Nella stagione 1958-1959 il Viareggio giocò a Pietrasanta per poi tornare al nuovo stadio Torquato Bresciani appena inaugurato fino al 2018. Lo stadio è stato inagibile per norme di sicurezza ed è stata necessaria una ristrutturazione durata 7 anni. In quel periodo, il Viareggio Calcio ha giocato al Centro Sportivo Marco Polo. Dalla stagione 2025-2026 ha ripreso a giocare nello stadio Torquato Bresciani, inaugurato per la seconda volta.
L'impianto dispone di 3750 posti a sedere, di un campo in erba naturale largo 105×70m di una pista d'atletica e una copertura sulla tribuna. Il settore ospite conta 580 posti.

## Organigramma
| Area Direttiva - Presidente: MARIO DEL PISTOIA - Amministr. Delegato: ANDREA STRAMBI - Direttore Generale: GABRIELE TOMEI - Direttore sportivo: GIACOMO LIPPI - Direttore tecnico: ALBERTO RECCOLANI - Team Manager: Gian Simone Leonildi - Resp. SGS: LEONARDO MASSONI - Resp. SCO: GIOVANNI LA PIANO - Resp. AMM: Dott. FILIPPO LUPERINI - Segreteria: Maurizio Aiazzi, Stefano Rossi, Francesco Palmerini, Giovanni Botta | Staff dell'area tecnica Area tecnica - Walter Vangioni - Allenatore - Avio Landi - Allenatore in seconda - Marco Ferrari - Analista tattico - Luciano Cardella - Accompagnatore - Giuseppe Dinelli - Accompagnatore - Massimiliano Della Lucia - Prep. portieri - Alberto Marsili - Preparatore atletico - Vivaldo Francesconi - Magazziniere Area sanitaria - - Responsabile sanitario - Dr. Marco Cupisti - Medico sociale - Marco Bertolani - Fisioterapista - - Nutrizionista |

### Sponsor
| Cronologia degli sponsor tecnici - 1986-1987 Lotto - 1987-1988 Umbro - 1988-1990 Lotto - 1990-1991 Umbro - 1991-1994 Lotto - 1994-1996 ... - 1996-1997 Umbro - 1997-2000 Errea - 2000-2001 Lotto - 2001-2003 Errea - 2003-2004 ... - 2004-2005 Asics - 2005-2006 Diadora - 2006-2012 Legea - 2012-2014 Royal - 2014-2017 Givova - 2017-2019 Acerbis - 2019-2020 ... - 2020-2025 Joma - 2025- Zeus | Cronologia degli sponsor ufficiali - 1981-1988 ... - 1988-1989 Carp Navi - 1989-1990 Carnevale di Viareggio - 1990-1991 Mia Viaggi - 1991-1992 Surecon Italia - 1992-1993 Sharp - 1993-1996 .... - 1996-1998 Nusco Infissi - 1998-2001 ... - 2001-2003 LG Logistica - 2003-2009 Weber - 2009-2012 Weber, Dinelli costruzioni - 2012-2013 DomusBet.it - 2013-2014 Saint-Gobain - 2014-2015 AutoVima - 2015-2016 Giorgetti Group - 2016-2017 Sicea - 2017-2019 Larini Group - 2019-2020 ... - 2020-2022 Principe di Piemonte - 2022-2024 Forniture Ok Metal - 2024- Gruppo Nesti |

## Allenatori e presidenti
Di seguito la cronologia degli allenatori e dei presidenti.
- 1919-1922 Commissione Tecnica
- 1922-1923  Lorenzo Puccinelli
- 1923-1927  Alfredo Ratti
- 1927-1928  Alfredo Ratti
 Géza Kertész
- 1928-1929  Géza Kertész
- 1929-1931 ...
- 1931-1932  József Wereb
 Egisto Giorgetti
- 1932-1934  József King
- 1934-1937  Euro Riparbelli
- 1937-1938  Salvatore Giorgetti
- 1938-1942 Inattivo
- 1942-1943  Dino Diana
- 1943-1945 Inattivo
- 1945-1946  Aldo Olivieri
- 1946-1947  Leone Della Latta
 Mario Magnozzi
- 1947-1948  Aldo Olivieri
- 1948-1949  Vinicio Viani
- 1949-1950  Leone Della Latta
- 1950-1951  Leone Della Latta
 Mameli Viani
- 1951-1952  Vinicio Zappelli
- 1952-1953  Juan Landolfi
- 1953-1954  Juan Landolfi
 Leone Della Latta
- 1954-1955  Juan Landolfi
- 1955-1956  Juan Landolfi
 Marcello Taccola
- 1956-1957  Marcello Taccola
- 1957-1958  Juan Landolfi
- 1958-1959  Euro Riparbelli
- 1959-1960  Euro Riparbelli
 Gianfranco Dell'Innocenti
- 1960-1961  Gianfranco Dell'Innocenti
- 1961-1962  Ugo Conti
 Vinicio Viani
- 1962-1963  Vinicio Viani
 Marcello Taccola
- 1963-1964  Ubaldo Narducci(1ª-14ª)
 Ugo Conti(15ª-34ª)
- 1964-1965  Aldo Puccinelli
 Mameli Viani
- 1965-1967  Quinto Bertoloni
- 1967-1968  Vinicio Viani
 Quinto Bertoloni
- 1968-1970  Quinto Bertoloni
- 1970-1973  Enzo Riccomini
- 1973-1974  Roberto Balestri
 Ruggero Salar
- 1974-1975  Nedo Sonetti
- 1975-1976  Renzo Melani
- 1976-1978  Pier Luigi Meciani
- 1978-1979  Lucio Dell'Angelo
 Dario Venturi
- 1979-1980  Quinto Bertoloni
- 1980-1981  Rossano Giampaglia
- 1981-1982  Umberto Lembi
 Gianluca Benedetti
- 1982-1983  Cesare Meucci
 Franco Melani
- 1983-1984  Sauro Brondi
 Francesco Buglio
- 1984-1985  Claudio Merlo
 Franco Dinelli
- 1985-1987  Franco Dinelli
- 1987-1988  Sauro Del Chiaro
 Sailo Billi
- 1988-1989  Marco Bergamini
 Vasco Tagliavini
- 1989-1991  Enzo Riccomini
- 1991-1992  Silvio Baldini
 Marcello Tentorio
- 1992-1993  Massimo Morgia
 Enzo Riccomini
 Massimo Morgia
- 1993-1994  Massimo Morgia
 Aldo Cerantola
- 1994-1995  Marcello Tentorio
- 1995-1997  Francesco Buglio
- 1997-1998  Francesco Buglio
 Pier Giuseppe Mosti
 Francesco Buglio
- 1998-1999  Roberto Pruzzo
 Francesco Bertolucci
- 1999-2000  Massimo Benedetti
- 2000-2001  Rino Lavezzini
 Sergio Battistini
 Rino Lavezzini
 Massimiliano Maddaloni
- 2001-2002  Massimiliano Maddaloni
 Francesco Bertolucci
 Salvatore Esposito
 Massimiliano Maddaloni
 Francesco Bertolucci
- 2002-2003  Marcello Tentorio
 Carlo Bresciani
- 2003-2004  Eugenio Dinelli
 Lucio Nobile
- 2004-2005  Massimiliano Maddaloni
- 2005-2006  Carlo Caramelli
- 2006-2009  Alfredo Aglietti
- 2009-2010  Leonardo Rossi
- 2010-2011  Giuseppe Scienza
- 2011-2012  Agenore Maurizi (1ª-5ª)
 Francesco Bertolucci (6ª-23ª)
 Stefano Cuoghi (24ª-34ª e play-out)
- 2012-2013  Stefano Cuoghi
- 2013-2014  Roberto Miggiano (1ª-9ª)
 Cristiano Lucarelli (10ª-34ª)
- 2014-2015  Paolo Tognarelli
- 2015-2016  Alessandro Pierini
- 2016-2017  Marco Masi (1ª-16ª)
 Simone Giuli (17ª-28ª)
 Carlo Bresciani (29ª-34ª)
- 2017-2018  Carlo Bresciani
- 2018-2019  Luigi Pagliuca (1ª-20ª)
 Antonio Aiello (21ª-26ª)
 Lelio Biancalana (27ª-29ª)
 Antonio Aiello (30ª-32ª)
 Andrea Macchetti (33ª-38ª)
- 2019-2020  Marco Meini
- 2020-2024  Stefano Santini
- 2024-2025  Stefano Santini (1ª-9ª)
 Christian Amoroso (10ª-26ª)
 Luca Bonini (27ª-30ª)
- 2025-      Walter Vangioni

## Calciatori

### Giocatori celebri
- Alessandro Mannini
- Daniele Mannini
- Alberto Bertuccelli
- Adolfo Gori
- Giorgio Barsanti
- Dario Cavallito
- Mauro Della Martira
- Carlo Bresciani
- Marco Landucci
- Vinicio Viani
- Egiziano Bertolucci
- Gianfranco Dell'Innocenti
- Gianluigi Savoldi
- Euro Riparbelli
- Eugenio Fascetti
- Luciano Spalletti
- Pierpaolo Bisoli
- Walter Mazzarri
- Vitaliano Bonuccelli
- Simone Zaza
- Leonardo Pavoletti
- Lorenzo Fiale
- Alberto Reccolani
- Antonio Di Natale
- Carlo Caramelli
- Gianmarco Genovali nel 2016 ha militato contemporaneamente sia nel Viareggio calcio che nel Viareggio Beach Soccer.

### Vincitori di Titoli
- Carlo Biagi, Giulio Cappelli  Oro olimpico: 1

Berlino 1936

### Nazionale italiana U-21
- Carlo Pinsoglio

## Palmarès

### Competizioni nazionali
- Prima Divisione: 1

1932-1933 (girone finale C)
- Coppa Italia Dilettanti: 1

2005-2006

### Competizioni interregionali
- record toscano dei campionati interregionali con 5 titoli
  - Serie D: 3

1959-1960 (girone D), 1967-1968 (girone E), 2006-2007 (girone E)
- - Campionato Interregionale: 1

1989-1990 (girone E)
- - Campionato Nazionale Dilettanti: 1

1996-1997 (girone A)

### Competizioni regionali
- Coppa Italia Dilettanti Toscana: 1

2005-2006
- Promozione: 1

1919-1920 II Livello
- Prima Divisione: 1

1942-1943 (girone B) IV Livello Coppa Toscana.
- Eccellenza: 3  (record toscano condiviso)

1994-1995 (girone A), 2005-2006 (girone A), 2014-2015 (girone A)
- Promozione: 2

1954-1955 (girone A), 2023-2024 (girone A)
- Prima Categoria: 1

2022-2023  (girone A)
- Seconda Categoria: 1

2021-2022  (girone A)

## Statistiche e record

### Partecipazione ai campionati a livello nazionale
| Livello | Categoria                       | Partecipazioni | Debutto   | Ultima stagione | Totale |
| ------- | ------------------------------- | -------------- | --------- | --------------- | ------ |
| 2º      | Seconda Divisione               | 4              | 1922-1923 | 1925-1926       | 10     |
| 2º      | Serie B                         | 6              | 1933-1934 | 1947-1948       | 10     |
| 3º      | Seconda Divisione               | 2              | 1926-1927 | 1927-1928       | 22     |
| 3º      | Prima Divisione                 | 5              | 1928-1929 | 1932-1933       | 22     |
| 3º      | Serie C                         | 10             | 1937-1938 | 1973-1974       | 22     |
| 3º      | Lega Pro Prima Divisione        | 5              | 2009-2010 | 2013-2014       | 22     |
| 4º      | Promozione                      | 2              | 1949-1950 | 1950-1951       | 33     |
| 4º      | IV Serie                        | 2              | 1955-1956 | 1956-1957       | 33     |
| 4º      | Campionato Interregionale       | 2              | 1957-1958 | 1958-1959       | 33     |
| 4º      | Serie D                         | 15             | 1961-1962 | 2018-2019       | 33     |
| 4º      | Serie C2                        | 11             | 1978-1979 | 2007-2008       | 33     |
| 4º      | Lega Pro Seconda Divisione      | 1              | 2008-2009 | 2008-2009       | 33     |
| 5º      | Serie D                         | 4              | 1979-1980 | 2006-2007       | 15     |
| 5º      | Campionato Interregionale       | 9              | 1981-1982 | 1989-1990       | 15     |
| 5º      | Campionato Nazionale Dilettanti | 2              | 1995-1996 | 1996-1997       | 15     |

In 80 stagioni sportive disputate a livello nazionale a partire dall'esordio nella Lega Nord, compresi 12 campionati di Serie C2. Sono escluse le annate dal 1919 al 1922, dal 1938 al 1945, dal 1951 al 1955, dal 1994 al 1995, e dal 2003 al 2006, dal 2014 al 2015, e dal 2019, nelle quali il Viareggio fu inattivo o partecipò ai massimi tornei del Comitato Regionale Toscano, cui afferiva anche antecedentemente il 1922.

### Partecipazione ai campionati a livello regionale
| Livello | Categoria         | Partecipazioni | Debutto   | Ultima stagione | Totale |
| ------- | ----------------- | -------------- | --------- | --------------- | ------ |
| 1º      | Prima Categoria   | 2              | 1920-1921 | 1921-1922       | 2      |
| 2º      | Promozione        | 1              | 1919-1920 | 1919-1920       | 1      |
| 4º      | Prima Divisione   | 1              | 1942-1943 | 1942-1943       | 1      |
| 5º      | Prima Divisione   | 1              | 1951-1952 | 1951-1952       | 7      |
| 5º      | Promozione        | 3              | 1952-1953 | 1954-1955       | 7      |
| 5º      | Eccellenza        | 3              | 2014-2015 | 2025-2026       | 7      |
| 6º      | Eccellenza        | 4              | 1994-1995 | 2005-2006       | 5      |
| 6º      | Promozione        | 1              | 2023-2024 | 2023-2024       | 5      |
| 7º      | Prima Categoria   | 1              | 2022-2023 | 2022-2023       | 1      |
| 8º      | Seconda Categoria | 2              | 2019-2020 | 2021-2022       | 2      |

In 19 stagioni sportive disputate a livello regionale a partire dall'esordio 1919-1920, sotto l'organizzazione del Comitato Regionale Toscano, compresi 2 campionati di primo livello, equivalente alla attuale Serie A, ma solo nella fase regionale, senza mai passare alla fase nazionale. Inattivo per 4 stagioni dal 1938 al 1942 e dal 1943 al 1945 per campionati sospesi per cause belliche. Il campionato 2019-2020 è stato sospeso dopo 22 giornate e mai ripreso. Il campionato 2020-2021 è stato annullato. Entrambi a causa pandemia Covid-19.

### Partecipazione alla Coppe
| Competizione                              | Partecipazioni | Debutto   | Ultima stagione | Totale |
| ----------------------------------------- | -------------- | --------- | --------------- | ------ |
| Coppa Italia                              | 4              | 1935-1936 | 2013-2014       | 4      |
| Coppa Italia Semiprofessionisti           | 4              | 1972-1973 | 1977-1978       | 20     |
| Coppa Italia Serie C                      | 10             | 1990-1991 | 2007-2008       | 20     |
| Coppa Italia Lega Pro                     | 6              | 2008-2009 | 2013-2014       | 20     |
| Coppa Italia Dilettanti (Fase Inter.)     | 9              | 1981-1982 | 1989-1990       | 17     |
| Coppa Italia Dilettanti (Fase C.N.D.)     | 2              | 1995-1996 | 1996-1997       | 17     |
| Coppa Italia Serie D                      | 6              | 2002-2003 | 2018-2019       | 17     |
| Coppa Italia Dilettanti (Fase Eccellenza) | 6              | 1994-1995 | 2025-2026       | 6      |
| Scudetto Dilettanti                       | 3              | 1989-1990 | 2006-2007       | 3      |

### Statistiche individuali
Non tiene conto delle partite di spareggi, play-off, play-out, coppe. Aggiornato al 2019.
| Record di presenze - 306 Alberto Reccolani - 286 Lorenzo Fiale - 241 Leone Della Latta - 239 Dario Venturi - 238 Remo Bonzi | Record di reti - 95 Vitaliano Bonuccelli - 92 Egiziano Bertolucci - 61 Vinicio Viani - 53 Gino Lemmetti - 52 Claudio Veronesi | Panchine Allenatori - 183 Enzo Riccomini - 169 Juan Landolfi - 144 Quinto Bertoloni - 126 Euro Riparbelli - 112 Stefano Santini |

## Tifoseria

### Storia
Il primo gruppo ultras si forma a Viareggio nella stagione 1973-1974 e prende il nome di Commandos Zebre. Nel 1980, quando i bianconeri scesero tra i dilettanti, si costituirono due nuovi gruppi chiamati Black and White Supporters e Fedayn. Un anno più tardi, sorsero gli Ultras e i Fighters che unendosi successivamente formarono gli Ultras Fighters 1984. Negli anni successivi, il gruppo principale diventano gli Ultras Fighters a cui vengono affiancati altri gruppi di breve durata che sono Viareggio alcolica, Infiascaderos e la Brigata diffidati. In seguito, si costituirono le Teste Matte e nel 2003 il Gruppo Autonomo Viareggio. Altri gruppi presenti a sostenere il tifo viareggino sono gli Irriducibili '84 e il 2 maggio 1920. Nel 2015 si uniscono La Viareggio Ultras.

### Gemellaggi e rivalità
I tifosi del Viareggio intrattengono dei gemellaggi con il Pisa, l’Alessandria e il Tolone oltre ad avere un'amicizia con il Grosseto.
La rivalità più sentita è quella con la Lucchese. Nel resto della Toscana seguono a ruota le rivalità con Massese, Pistoiese, Prato, Montevarchi, Montecatini e Carrarese, mentre fuori dalla regione con lo Spezia.